# Castell d'Aberteifi
El castell d'Aberteifi (ca. 1100) és un edifici situat en la ciutat gal·lesa d'Aberteifi (Cardigan en anglès), en el comtat de Ceredigion.
Vora l'any 1093, una primera fortificació senzilla va ser erigida a uns dos quilòmetres de l'actual emplaçament, possiblement coincidint amb la fundació de la ciutat per Roger de Montgomery, un baró normand.
L'antecessor del castell actual fou obra del senyor de Clare Gilbert Fitz Richard després que l'anterior fos destruït; l'heretà el seu fill Gilbert el 1136. En la batalla de Crug Mawr del mateix any, Owain Gwynedd vencé els governants normands de la ciutat. Prengué la ciutat i la cremà, però se'n salvà el castell.
El castell fou posteriorment reconquerit pels normands, i s'hi assentà Roger de Clare, tercer comte d'Hertford. L'any 1166 va ser capturat per Rhys ap Gruffydd, que el reerigí en pedra cinc anys més tard. El primer Eisteddfod Nacional de Gal·les es va fer al castell el 1176. En morir Rhys el 1197, els seus fills Maelgwn i Gruffydd s'enfrontaren per l'herència; de resultes, Maelgwn lliurà Gruffydd als normands i vengué el castell al rei Joan d'Anglaterra. El castell passà, més endavant, a William Marshal, primer comte de Pembroke.
Llywelyn el Gran s'apoderà de la fortificació en l'any 1215, i en les corts d'Aberdovey del 1216 el cedí als fills de Gruffydd de Deheubarth, però en el 1223 William Marshal el Jove el reconquerí. Vuit anys més tard Rhys Gryg i els seus aliats restituïen la fortalesa al rei Llywelyn, que el conservà fins a la seva mort, el 1240. Tot seguit tornà a mans normandes, i el 1244 el comte Gilbert de Pembroke el reedificà, i emmurallà la ciutat per a més protecció. Les restes d'aquesta edificació es poden veure en l'actualitat dominant el riu Teifi.
La fortificació patí molt durant la Guerra Civil anglesa i fins al segle xviii es va usar com a presó. A començaments del segle xix es va construir una residència dins de les muralles, la Castle Green House, aprofitant la torre Nord. Pels anys quaranta l'edifici -en mans privades- amenaçava ruïna. El Consell de Ceredigion el comprà a l'abril del 2003, i es preveu reconstruir-lo com a part de la regeneració de la ciutat.